# Bacares

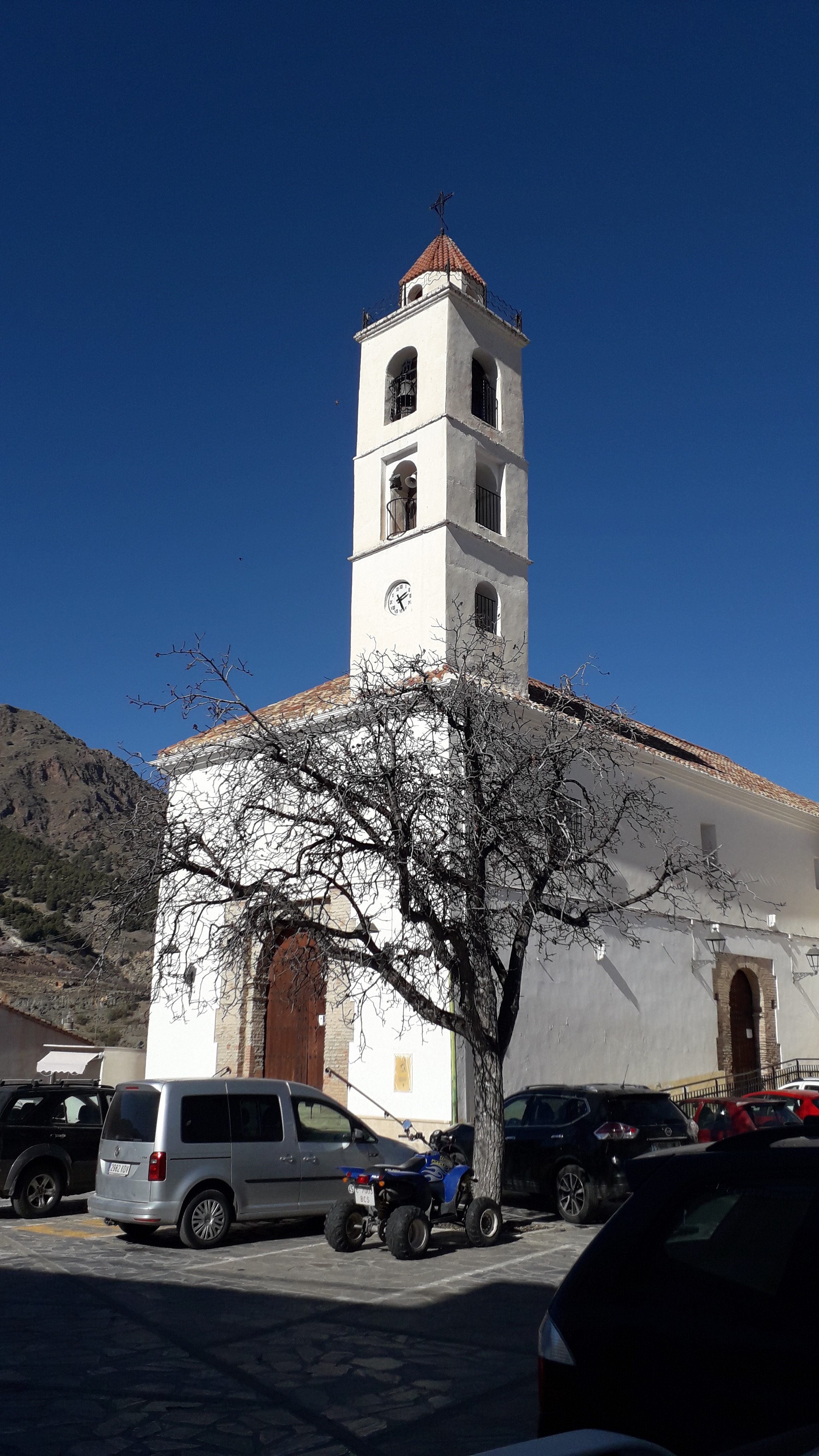
Iglesia de Bacares

Bacares es una localidad y municipio español situado en la parte meridional de la comarca del Valle del Almanzora, en la provincia de Almería, comunidad autónoma de Andalucía. Limita con los municipios de Serón, Bayarque, Sierro, Velefique, Castro de Filabres Olula de Castro y Gérgal. En su término nace y discurre el río del Barrancón.
El municipio bacareño comprende los núcleos de población de Bacares —capital municipal— y La Mojonera.
Se encuentra a 73 km de la capital provincial, Almería. Cuenta con una población de 239 habitantes (INE 2024).

## Toponimia
El término "Bacares" parece ser que se deriva del árabe vaca (Baqara, [árabe] بقرة ), 'vaquería' —lugar donde se guarda el ganado vacuno o barrio de chozas y pastores—. El término procede además de la misma raíz que el vacca latino. La ganadería trastermitante ha sido una actividad de gran importancia en Bacares durante la Edad Media y hasta el siglo XVIII, lo que confirmaría esta hipótesis.

## Geografía física

### Situación
El municipio se encuentra situado en la falda de la sierra de Filabres, dominada por varios cerros, y particularmente por los llamados Layón, Nímar y Calar Gallinero. Pertenece a la comarca de Valle del Almanzora y linda con los términos municipales de Serón al noroeste y norte, Bayarque al norte, Sierro al noreste, Velefique al este y sureste, Castro de Filabres y Olula de Castro al sur y Gérgal al suroeste y oeste. Comprende los despoblados de La Mojonera, El Cortijuelo Orapra y El Barrancón.

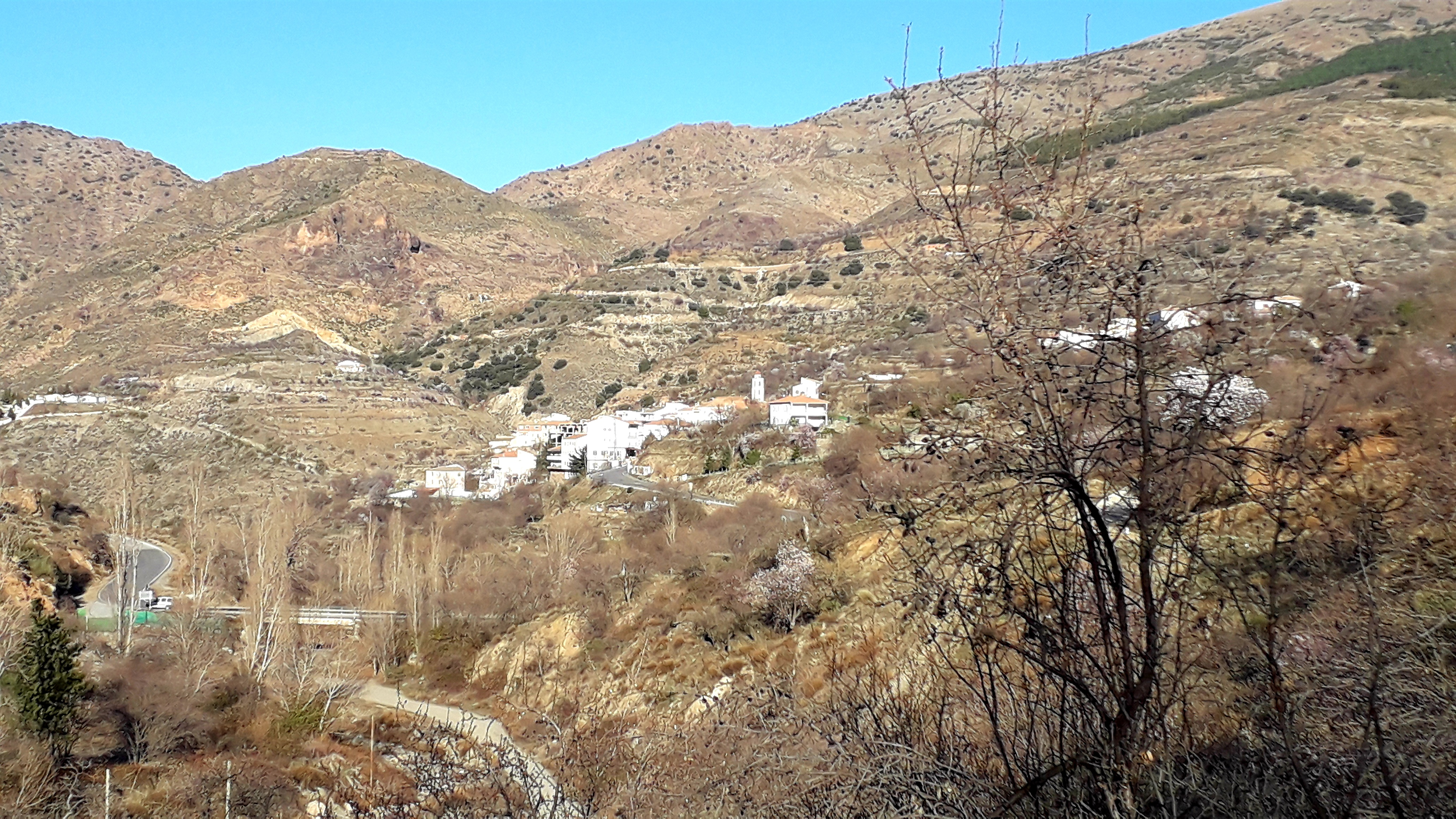
Imagen panorámica

| Noroeste: Serón  | Norte: Serón y Bayarque                   | Nordeste: Sierro   |
| Oeste: Gérgal    |                                           | Este: Velefique    |
| Suroeste: Gérgal | Sur: Castro de Filabres y Olula de Castro | Sureste: Velefique |

### Orografía
De relieve abrupto, el municipio se encuentra rodeado de numerosas cumbres como la del Calar Alto, 2168 m s. n. m., Tetica de Bacares, 2080 m s. n. m., o Cerro de María Antonia, 1932 m s. n. m. Los terrenos son del paleozoico con bancos de mármol del complejo geológico del Nevado-Filabre. A lo largo de la historia, la mano del hombre ha ido cambiando el paisaje realizando bancales que permitieran el cultivo de la tierra.

### Hidrografía

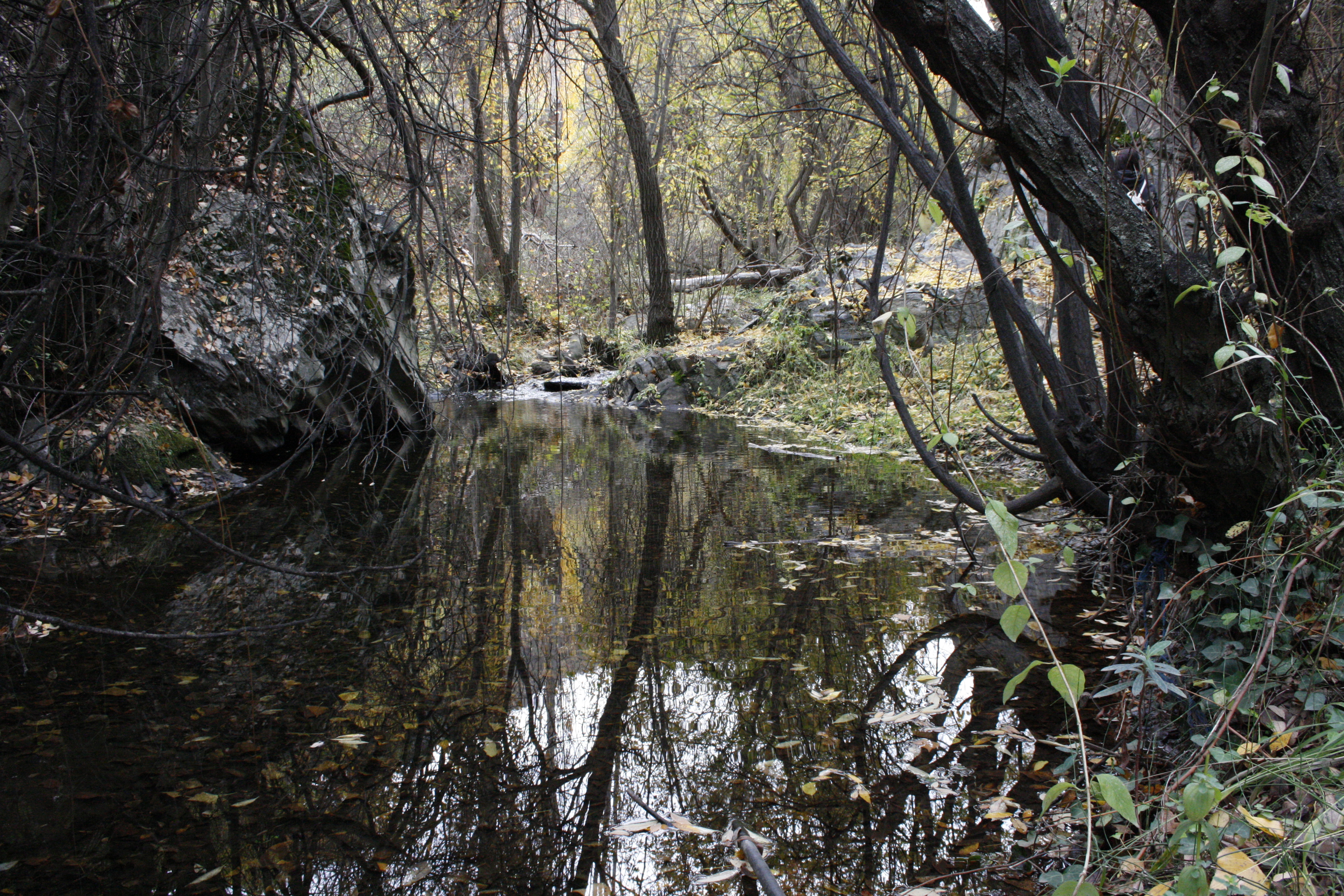
Río Bacares.

Es recorrido por numerosos ríos y arroyos, secos prácticamente todo el año, destacando el río Bacares o del Barrancón, afluente del Almanzora, que nace en el propio término y lo atraviesa de norte a sur. El municipio se divide en dos barrios separados por un arroyo denominado comúnmente Río del Medio.

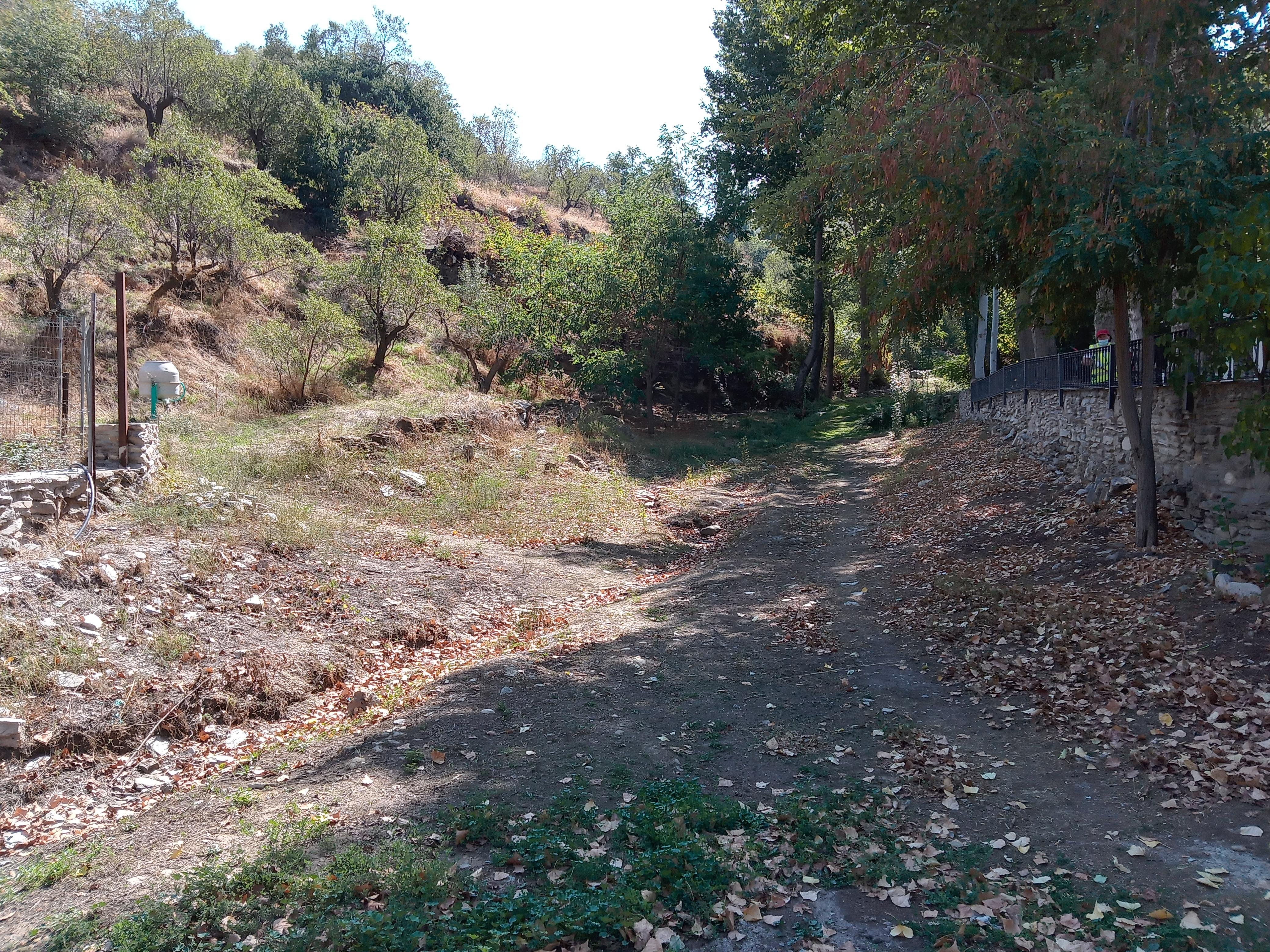
Cauce del río del Barrancón a su paso por el pueblo

### Clima
Clima mediterráneo árido, con temperaturas medias de 4 a 6 °C en enero y de 20 a 22 °C en julio; vientos del norte y oeste; precipitaciones medias anuales de 200 a 400 mm. Por la clasificación de Köppen es un clima semiárido frío o estepario (bsk).

### Riesgos naturales
El municipio de Bacares cuenta con un PTEL que cumple con la Ley 5/2010 sobre autonomía local.

## Naturaleza

### Flora
En la vegetación autóctona predomina la de tipo xerofítica, encontrándose aromáticas como el espliego o la salvia. En la agricultura predominan los frutales, fundamentalmente el almendro y las hortalizas. También existen pinares de Pinus nigra donde destacan su tamaño y longevidad, ya que algunos superan los 300 años de antigüedad, así como pinos resineros. Estos árboles van acompañados de majoletos, rosales silvestres y espantalobos.

### Fauna
Como fauna abunda el ciervo y el jabalí, además del zorro, garduña, tejón y gato montés. Existen pequeñas poblaciones de turones, ratas de agua, topillo ibérico y sapo moteado.

### Zonas protegidas
La Zona de Especial Conservación (ZEC) Calares Sierra de los Filabres se extiende por parte del término municipal. Su importancia fundamental es debido a los prados de alta montaña y a las poblaciones de pinos negros endémicos. También existe un sotobosque formado por especies endémicas, además de albergar especies protegidas de rapaces.

## Historia

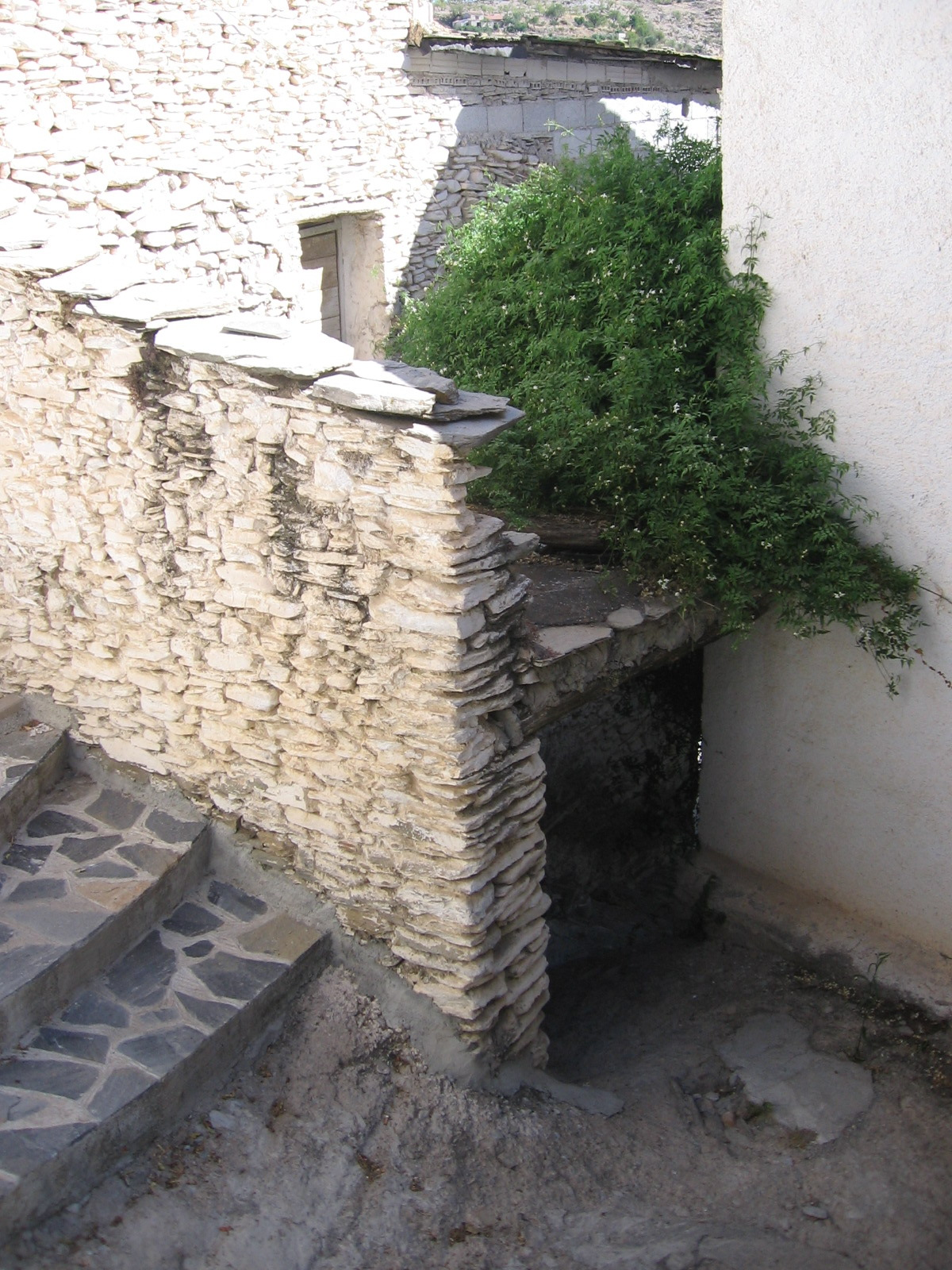
Arquitectura tradicional en pizarra

### Orígenes
Dada la riqueza minera de la zona, es posible que desde la época de los fenicios ya existieran asentamientos dedicados a su explotación. Aún pueden encontrarse a cielo abierto estructuras de las fundiciones de aquella época.

### Época musulmana

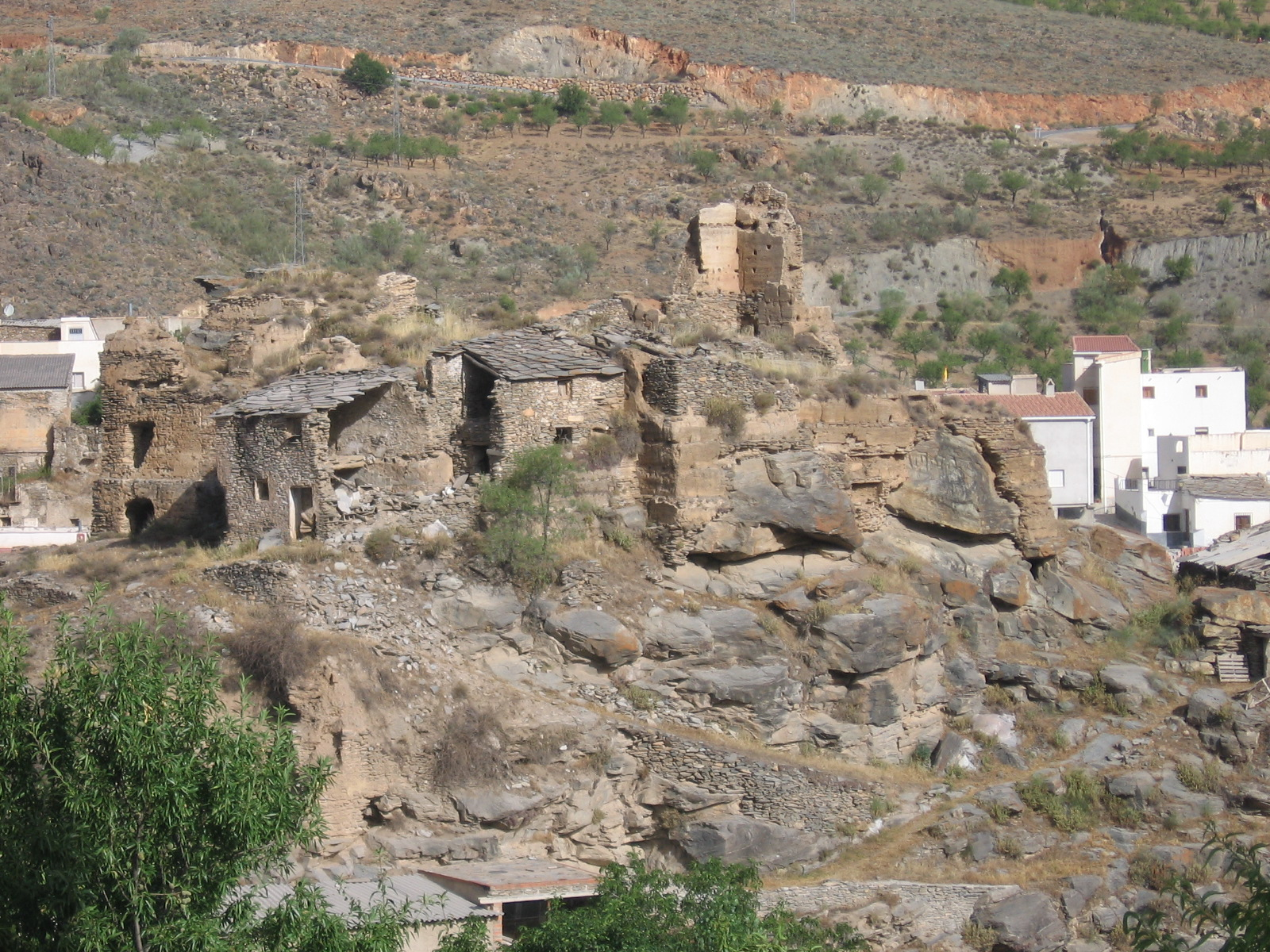
Castillo de Bacares antes de su restauración

El enclave actual del pueblo así como el castillo y el sistema de bancales, parece ser que son originarios de la época almohade, quienes conservarían la tradición minera ya existente. En ciertos documentos se menciona la ferrería de Bacares como suministradora del hierro para la fabricación de las armas destinadas al Reino de Granada. En el siglo XV la sericultura de Bacares alcanzó fama en la comarca, llegando a haber 180 000 moreras en su término municipal. Más tarde, en el siglo XVI, todo el herraje de la Catedral de Almería procedería de las fundiciones de la zona. La época musulmana sería fuente de inspiración de grandes pensadores y poetas árabes como el sabio Ben Arabi o su amigo el poeta Ben al Arif.n.

### Edad Moderna
En 1489 durante al Guerra de Granada el territorio es tomado por los Reyes Católicos que conceden el señorío de Bacares, que comprendía las villas de Bacares y Gérgal, el 24 de junio de 1492 a Alonso de Cárdenas y Osorio, último maestre de la Orden de Santiago.
En esta época la ciudad de Almería y sus tierras habían sido encomendadas a Gutierre de Cárdenas. Durante la rebelión de las Alpujarras Aben Humeya se instaló en Bacares en su campaña sobre las poblaciones del río Almanzora, tomando el Castillo de Serón. No se tuvo piedad alguna con los conversos que no pudieron esconderse a tiempo en los bosques, violando a las mujeres en el templo que después sería quemado. A la muerte de Gutierre de Cárdenas en 1503, deja en su testamento el deseo de erigir varios templos, entre ellos el de Bacares, que sería terminado dos años más tarde. La expulsión de los moriscos de 1571 supuso la despoblación de Bacares, que se repoblaría con 17 familias de Vizcaya y Valencia. Los primeros traerían la afición por la pelota vasca que perdura aún en la actualidad.
En el siglo XVII, una serie de terremotos, años de sequía y plagas de langosta, dejaron arruinada y nuevamente diezmada la población de la provincia. Sin embargo, el aislamiento de Bacares y su clima saludable propició que parte de la población pudiente de la provincia y de la diócesis de Almería, se refugiase aquí. Esto dio origen a unos años de prosperidad del municipio, llegando a pasar hasta cinco obispos, como el obispo Juan de Portocarrero, por la residencia denominada "La Casona", mandada construir por Gutierre de Cárdenas y que aún existente en la actualidad, así como diversas personalidades influyentes, como el corregidor de Almería Luis de Guzmán o mercaderes como Diego Pareja y Luis de Jaén.
A partir del siglo XVII son pocos los datos existentes de la población debido a que durante la guerra civil española fueron quemados los archivos municipales. A principios del siglo XIX Simón de Rojas Clemente Rubio señala la abundancia del mineral de hierro en Bacares y las minas de Serón, que se explotaban en herrerías que consumían una gran cantidad de combustible vegetal contribuyendo a la deforestación de la zona. El Diccionario Geográfico Estadístico señala que en Bacares era una población agrícola y ganadera, con cosechas centeno, frutas y patatas en años en los que no hubiera sequía y ganado lanar, cabrío y caballerías para la agricultura. A mediados del siglo XIX contaba con 382 casas y el presupuesto municipal ascendía a 15 216 reales cubierto por reparto vecinal, seis molinos de harina y una herrería.
En octubre de 1879 se inaugura la estación de enlace geodésico y astronómico realizado entre España y Argelia, bajo la dirección del general Ibáñez por parte española y del coronel Perrier por parte francesa. Esta estación unió África con Europa mediante una doble triangulación con vértices en los montes Sabina y Filaoussen en Argelia, y Mulhacén y Tetica de Bacares en España. En este último monte existe actualmente una estación repetidora de radio de Telefónica de gran importancia para las comunicaciones internacionales. A finales del siglo XIX se produce una súbita la época de esplendor de la minería en Bacares y las minas de Serón gracias a la puesta en funcionamiento del ferrocarril Lorca Baza.

### SigloXXy actualidad
La explotación minera a gran escala en la zona, sobre todo Bacares y en las minas de Serón, comenzaría a partir de la primera década del siglo XX. La idea inicial de construir un túnel de 3 km para el transporte del mineral por vía férrea al puerto de Almería fue descartada. En su lugar se pusieron en funcionamiento hasta dos cables aéreos que permitían llevar el mineral de Bacares hasta la línea férrea Lorca-Baza hasta el puerto del Hornillo en Águilas, que fueron más costosas en la construcción y ralentizaban y encarecían el transporte. Entre las compañías explotadoras cabe destacar "Bacares Iron Ore Mines", "The Bacares Iron Mines from Glasgow", "Minas y caminos de Hierro de Bacares" y "Cabalga San Miguel de Holanda" entre otras. Por toda la Sierra de Los Filabres se construyeron tolvas de mineral, almacenes, talleres, oficinas, hospitales y barriadas diseminadas. Sin embargo, la extracción bajo tierra hizo que el material extraído no fuera competitivo con el de las extracciones a cielo abierto. Esto unido al error en el transporte, hizo que la minería fuera languideciendo hasta extinguirse a final de la década de los 60. En ese momento se produjo la emigración de la población, principalmente a Barcelona. Actualmente en Tarrasa existe el Jardín de Bacares en homenaje a los oriundos de Bacares.
En 1972 se creó el Observatorio de Calar Alto en la linde entre Bacares y Serón, siendo en la actualidad el centro con tecnología más avanzada del mundo tras el observatorio Palomar en los Estados Unidos.

## Geografía humana

### Organización territorial
Además de la cabecera municipal, Bacares cuenta también con otraa entidad de población según el nomenclátor publicado por el Instituto Nacional de Estadística: La Mojonera.

### Demografía
Cuenta con una población de 239 habitantes (INE 2024).
| Gráfica de evolución demográfica de Bacares entre 1842 y 2021                                                         |
| |
| Población de derecho según los censos de población del INE. Población de hecho según los censos de población del INE. |

Se pueden observar los descensos en la década de los 30 y en la de los 60, debidos a la Guerra Civil y al cierre de la minería respectivamente. De agosto a diciembre de 1968, año en que se cerraron definitivamente las minas, son dados de baja en el censo municipal a más de mil personas, siendo el destino más frecuente de los emigrantes bacareños la provincia de Barcelona.

### Economía
En la actualidad, el sector predominante es el de servicios seguido por los de la construcción y la industria. En la agricultura, el principal cultivo de regadío es la patata, y de secano el trigo y el almendro. El turismo está poco desarrollado en la población, contando en la actualidad con dos alojamientos rurales, Ecofilabres y La Botica.

#### Evolución de la deuda viva municipal
| Gráfica de evolución de Deuda viva del Ayuntamiento de Bacares entre 2008 y 2019                                |
| |
| Deuda viva del Ayuntamiento de Bacares en miles de Euros según datos del Ministerio de Hacienda y Ad. Públicas. |

## Símbolos
Bacares consiguió una autorización por parte de la Junta de Andalucía para adoptar sus símbolos el 4 de julio de 2000, pero no ejerció ese derecho hasta enero de 2007. El municipio cuenta con un escudo y bandera adoptados de manera oficial.

### Escudo
Su descripción heráldica es la siguiente:

Escudo mantelado en punta, primer cuartel azur, monte marrón, sobre el castillo en oro rebajado en azur.  Segundo cuartel, blanco, cruz espada de Santiago, de gules. Tercer cuartel, de sable hoja de mora en sinople. Al timbre corona real cerrada.

### Bandera
La enseña del municipio tiene la siguiente descripción:

De color rojo, de 150 centímetros de largo por 100 centímetros de ancho, y en su centro el escudo heráldico municipal.

## Política

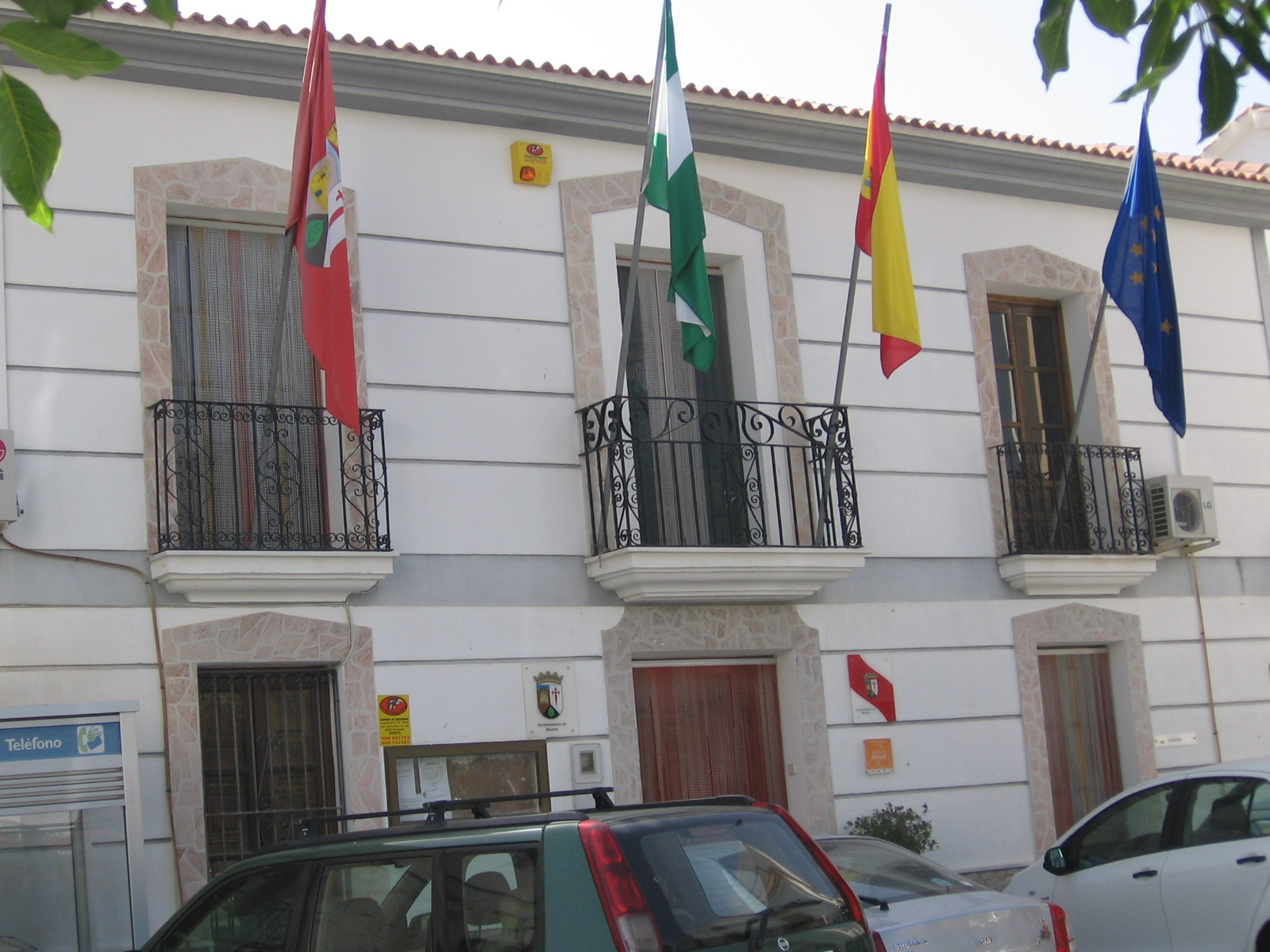
Ayuntamiento.

Los resultados en Bacares de las últimas elecciones municipales, celebradas en mayo de 2019, son:
| Elecciones Municipales - Bacares (2019) | Elecciones Municipales - Bacares (2019)  | Elecciones Municipales - Bacares (2019) | Elecciones Municipales - Bacares (2019) | Elecciones Municipales - Bacares (2019) |
| Partido político                        | Partido político                         | Votos                                   | %Válidos                                | Concejales                              |
| --------------------------------------- | ---------------------------------------- | --------------------------------------- | --------------------------------------- | --------------------------------------- |
|                                         | Partido Socialista Obrero Español (PSOE) | 128                                     | 63,05 %                                 | 4                                       |
|                                         | Partido Popular (PP)                     | 69                                      | 33,99 %                                 | 1                                       |

### Alcaldes
| Legislatura | Nombre                | Partido Político |
| ----------- | --------------------- | ---------------- |
| 1979-1983   | Juan Egea Golbano     | UCD              |
| 1983-1987   | Manuel Mirallas Fenoy | PSOE             |
| 1987-1991   | José Segura Giménez   | PSOE             |
| 1991-1995   | José Segura Giménez   | PSOE             |
| 1995-1999   | José Segura Giménez   | PSOE             |
| 1999-2003   | José Segura Giménez   | PSOE             |
| 2003-2007   | José Segura Giménez   | PSOE             |
| 2007-2011   | José Segura Giménez   | PSOE             |
| 2011-2015   | José Segura Giménez   | PSOE             |
| 2015-2019   | José Segura Giménez   | PSOE             |
| 2019-2023   | José Segura Giménez   | PSOE             |
| 2023-act.   | Encarnación Zaguirre  | PSOE             |

## Servicios públicos

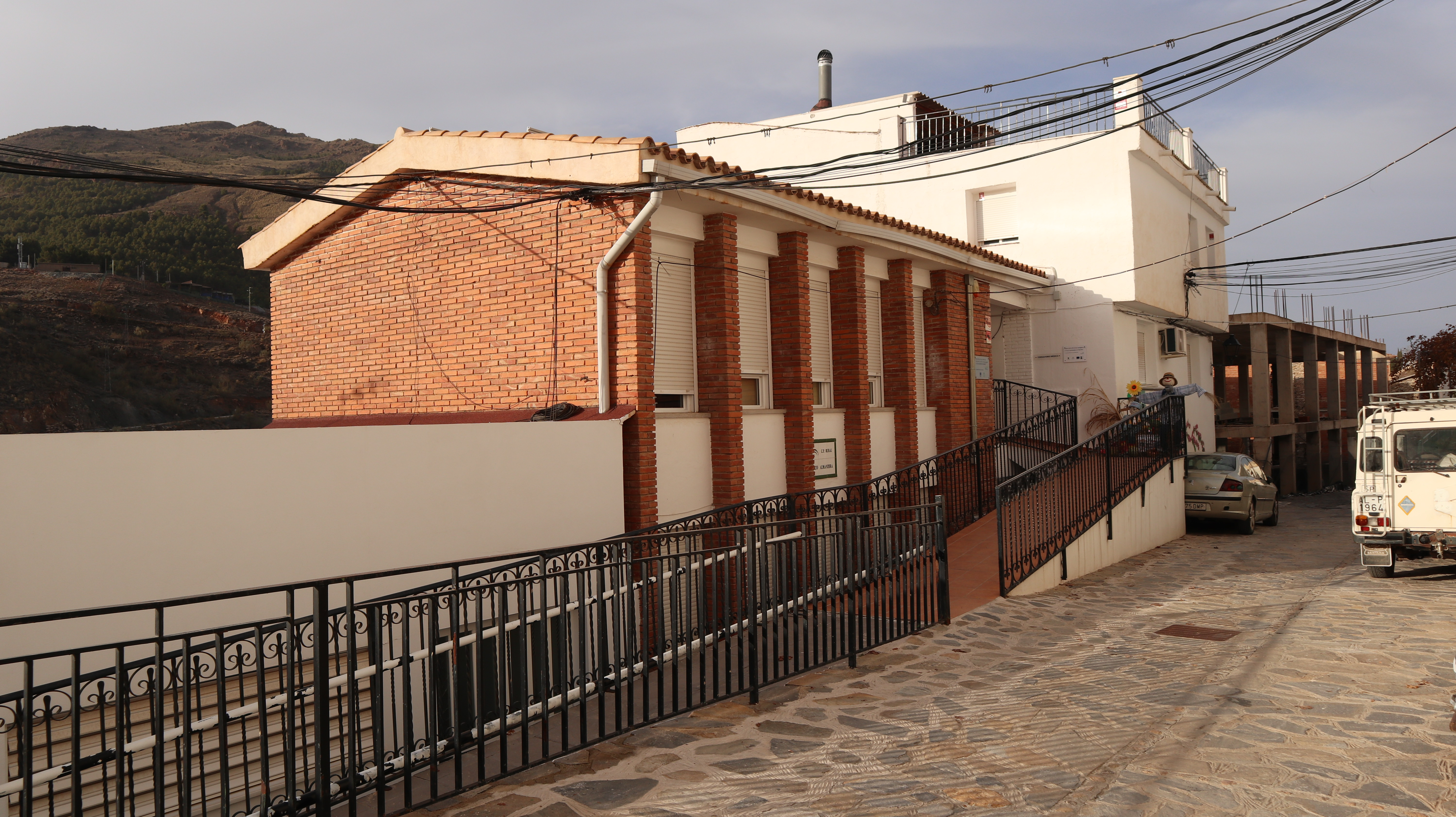
El mismo edificio alberga las instalaciones tanto del colegio como del ambulatorio de Bacares.

### Sanidad
Los vecinos disponen de un consultorio médico que presta sus servicio durante dos horas todos los días de diario.

### Educación
El municipio cuenta con una escuela de educación primaria, hasta los 12 años, debiendo acudir los estudiantes de más edad a la vecina Tíjola mediante transporte escolar.

### Biblioteca
La disposición entre los servicios municipales de biblioteca, equipada y con zonas de lectura. Dispone además, de un apartado donde se encuentran distintos libros que contienen información del municipio. Se encuentra abierta al público de lunes a viernes.

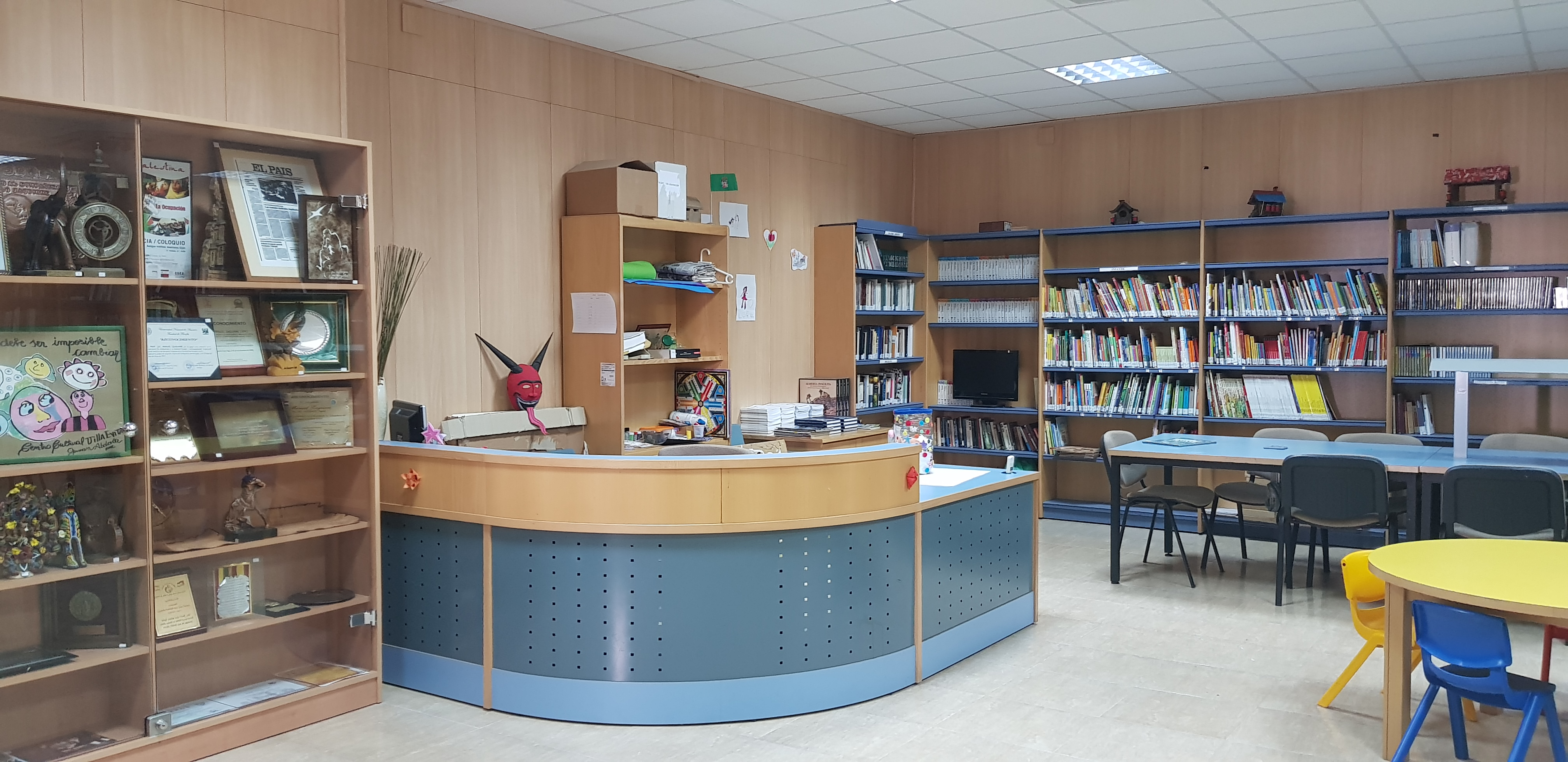
Biblioteca de Bacares

## Cultura

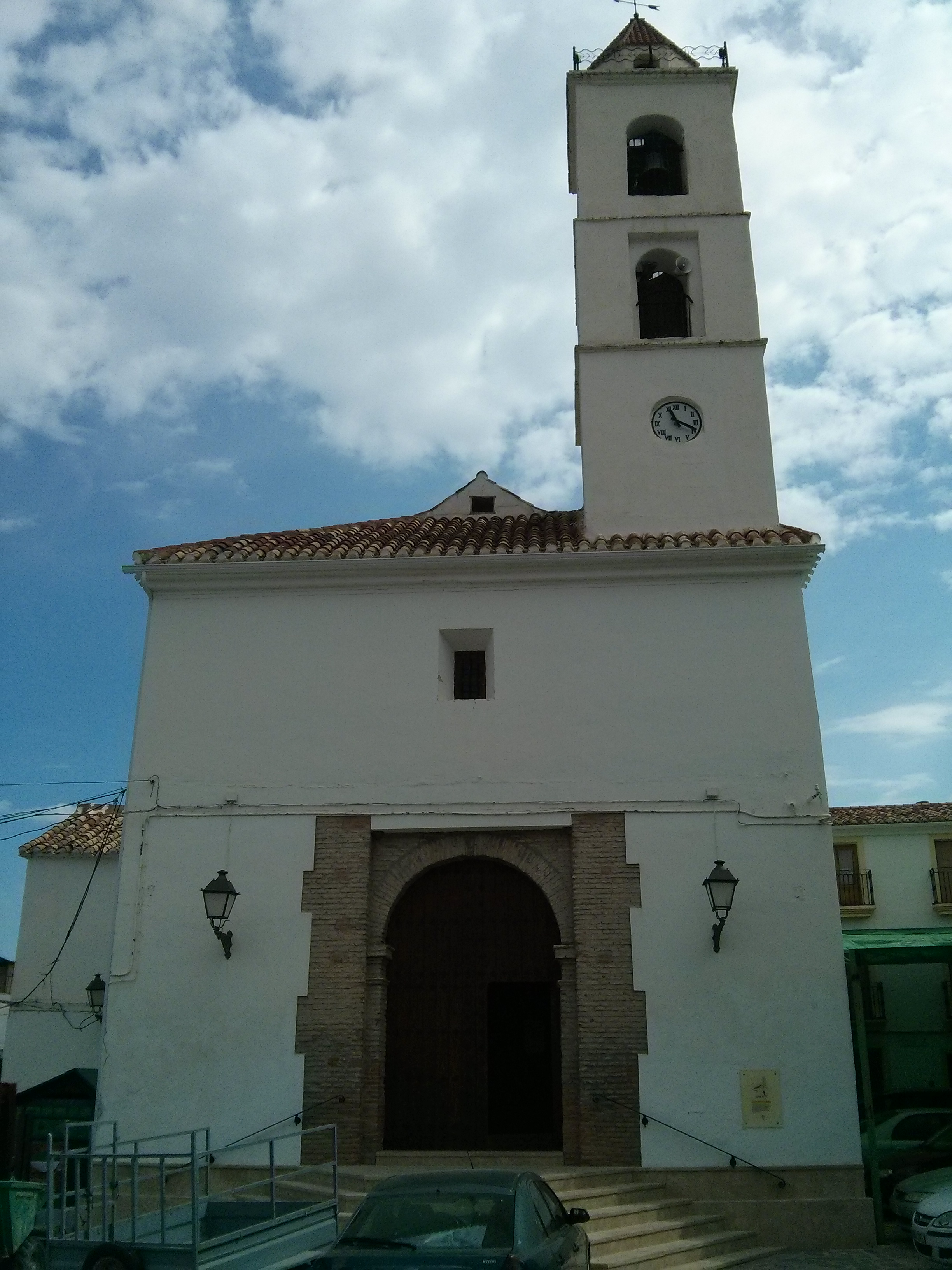
Iglesia de Santa María

### Patrimonio
Castillo de Bacares: Bien de Interés Cultural en 22 de junio de 1993 con la categoría de Monumento. Existen restos de lienzos que sugieren que fue edificio en el siglo XI, pero fue construido en su mayor en el siglo XIII, entre finales del período almohade y nazarí. Entre 2008 y 2009 se llevó a cabo la restauración del mismo. El castillo es de planta rectangular con cinco torreones cuadrados y otro rectangular de mayor tamaño. Existían siete dependencias que estaban al torno de un patio central de armas, de las cuales se conservan los cimientos y parte de los muros interiores, admeás de un aljibe. El castillo estuvo hasta los siglos XIV y XV, empezando a abandonarse a partir del XVI.

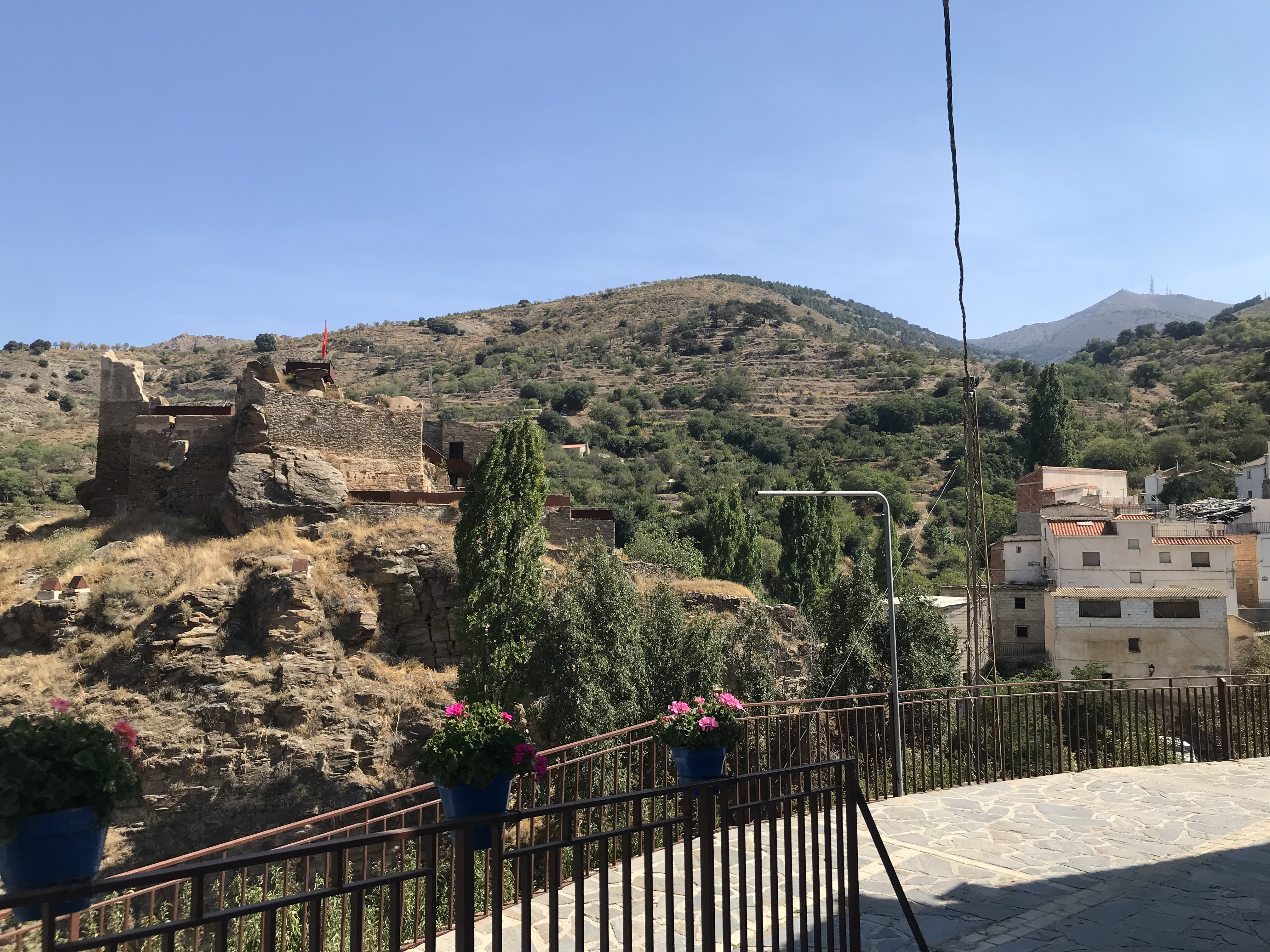
Castillo de Bacares restaurado

Iglesia de Santa María: de estilo mudéjar, construida entre los años 1502 y 1505. En 1570 fue quemado el templo durante la rebelión de las Alpujarras y reconstruida nuevamente entre los años 1580 y 1581. En ella se veneran las imágenes del Santísimo Cristo del Bosque, patrón del pueblo, cuya talla original fue un encargo del conde de Puebla del Maestre al taller de Baza, que fue quemada durante la Guerra Civil y la imagen de Santa María madre de Dios. Para frenar el deterioro de los años, en 1975 se decide su restauración, que finalizaría en 1989.
Cimas y miradores: destacan las cimas de Tetica de Bacares y Calar Alto, donde está el Observatorio de Calar Alto. Además, señalar el Layón, Calar Gallinero, Pozo de la Nieve, Yedra y las Hoyas.
Cuevas y simasː destaca la Cueva Larga por ser una de las de mayor longitud de toda la provincia. Además, señalar la cueva de los Santos, cueva del Collado, sima del Cántaro, sima del Engaño, sima del Pino y sima del Saporejo. 
Fuentesː destacan la Fuente de Arriba de la Calle Real, la Fuente Nimas, la Fuente de Los Cayubares y la Fuente del Barranco del Fraile.
Castillo de Albacar

### Patrimonio cultural inmaterial

#### Día del Romero

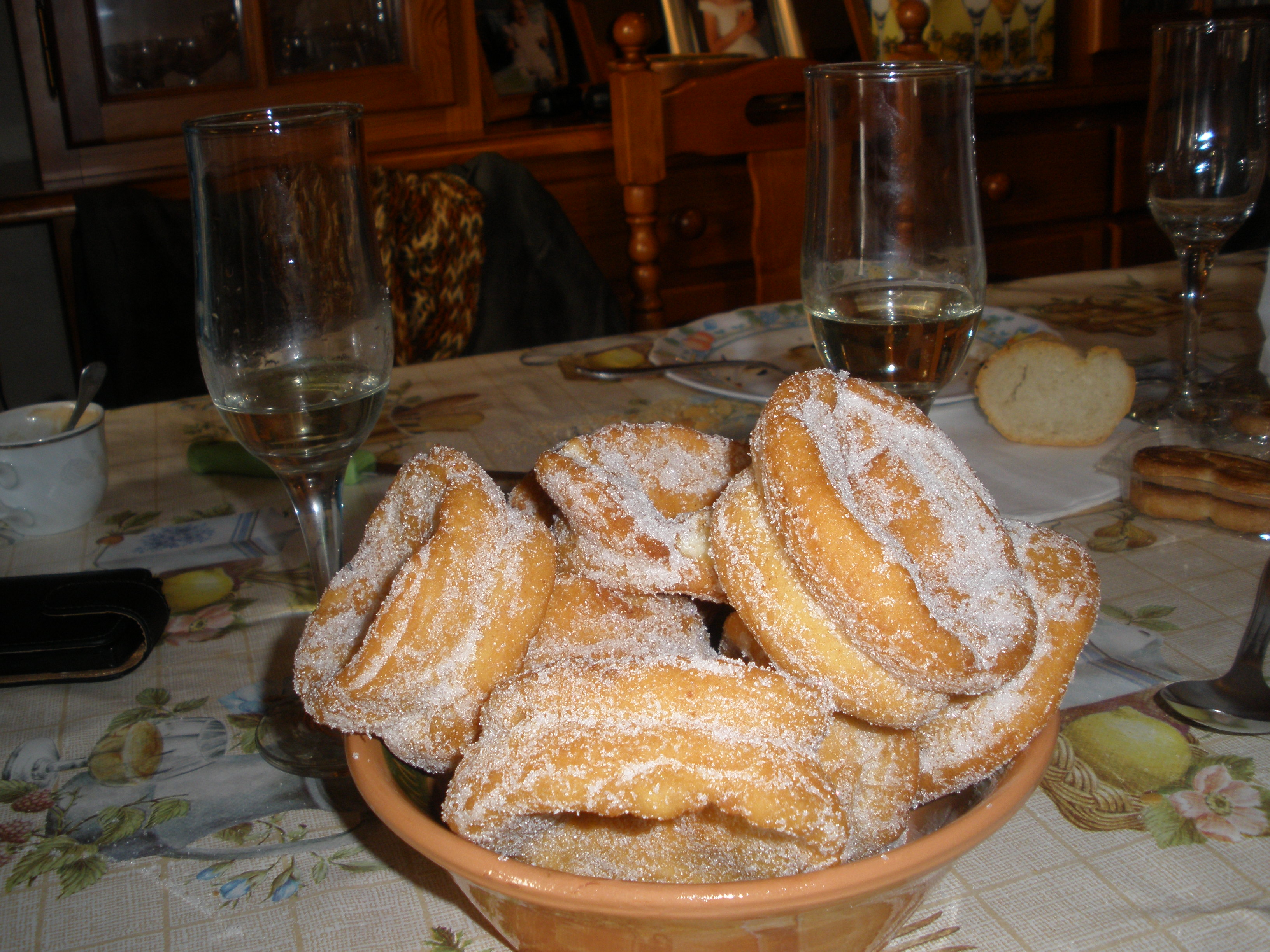
Roscos típicos del Romero.

Se celebra el 2 de febrero. El Romero es una tradición muy antigua, que consistía en ir al campo a comer y pasar el día, pero la fiesta tal y como la conocemos hoy en día tiene su origen en el año 1990, con la alcaldía de José Segura Jiménez. Aunque la celebración siempre tenía lugar el día 2 de febrero, actualmente se celebra el primer fin de semana de ese mes. La finalidad de esta fiesta es reencontrarse con aquellos habitantes del pueblo que se vieron obligados a emigrar, principalmente a Sabadell y Tarrasa. Son típicos de esta fiesta los roscos y la torta de bizcocho. El sábado se hace una paella gigante para todos los invitados, mientras que el domingo olla de trigo, tradicional en la gastronomía almeriense.

#### Fiestas patronales en honor al Santo Cristo del Bosque

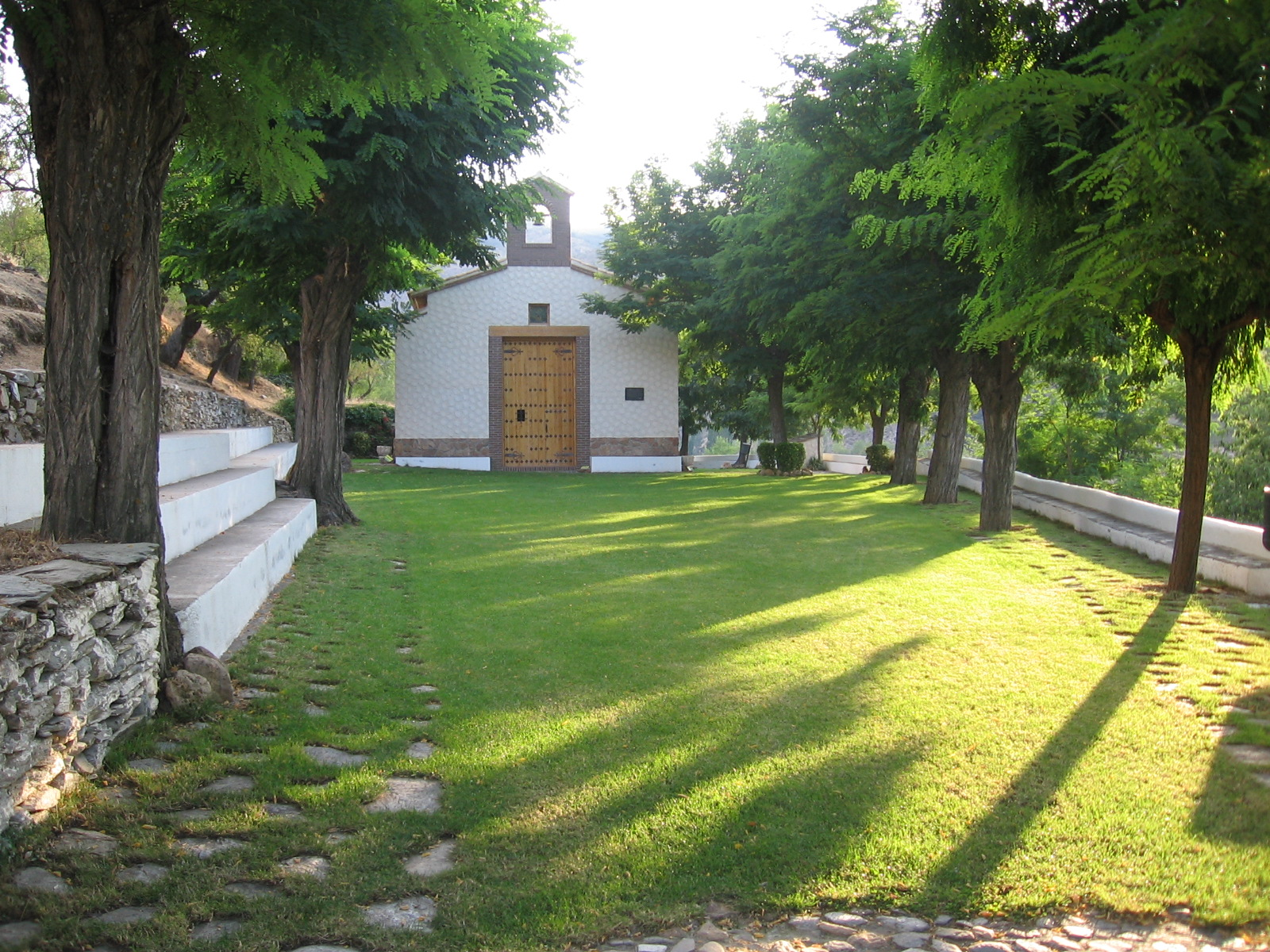
Ermita del Santo Cristo del Bosque

Se celebran del 12 al 14 de septiembre. En 1768, se declaró patrón del pueblo sustituyendo a San Marcos. La romería del Cristo del Bosque se realiza el 14 de septiembre. La talla original databa de 1622, siendo destruida en 1936 durante la guerra civil española. En 1940 se crea una nueva figura intentando imitar a la anterior, utilizando una de las piernas que pudo conservarse.
Se celebran diversas misas y se realiza una romería a la que acuden peregrinos de toda la comarca y de la provincia. Algunos de ellos la realizan descalzos o de rodillas, hasta la ermita situada en el lugar donde la tradición señala apareció el Cristo del Bosque. El recorrido da comienzo en La Plaza, desde donde se puede observar salir al Santo Cristo del templo, sigue su paso subiendo la empinada Calle Real, hasta incorporarse en el Camino del Bosque que le llevará a su Ermita. Una vez allí, una escuadra de moros y cristianos bailan sus banderas y se recita en verso la leyenda del Santo Cristo para luego regresar a su iglesia. Además hay verbena, fiesta, bandas musicales y conciertos. Durante el festejo, fieles le hacen al Santo Cristo gran cantidad de donaciones, colgando las mismas en la faldilla, llegándola a cubrir por completo.
Pese a haber dos versiones, parece ser que el origen de esta costumbre festiva se basaba en la aparición en el pueblo de un viajero al que es le llama "El Hermano Ramos", hombre que hacía vida de ermitaño en una de las cuevas del paraje de Layón. Este viajero nunca se cruzaba con nadie en su peregrinar por los caminos colindantes a Bacares, solo se le veía a su paso por el pueblo, despertando así, la intriga y curiosidad de los habitantes. Ante este hecho, algunos vecinos decidieron seguirle a la salida del pueblo pero sin encontrar rastro del peregrino. En una de las salidas que el Hermano Ramos realizó tras una nevada, los vecinos comprobaron que no existían pisadas alguna en la nieve; después de este día no se supo nada más de él. Coincidiendo con la desaparición del Hermano Ramos, un pastor encontró en una cueva la imagen, que posteriormente sería el Santo Cristo de Bacares.
El cristo es considerado como "milagrero", según la leyenda. Esto le ha convertido en el Cristo más venerado y con más seguidores de la provincia, junto al Cristo de Dalías.

### Gastronomía

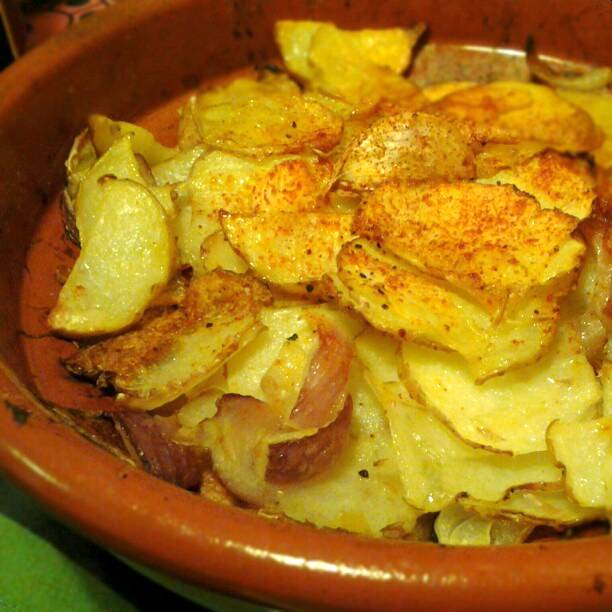
Patatas a lo pobre

Se encuentra en la comarca gastronómica del Valle del Almanzora, región montañosa conocida por sus fritadas y jamones curados, que tiene entre sus platos más conocidos la fritada de pimientos y tomates (fritá de Suflí), la ensalada de caldos, la berza. El gazpacho de ajo, conocido en otras partes de España como ajoblanco, se consume con pepino o pan seco o tostado. La repostería es rica en frutas de sartén endulzadas con miel y azúcar, como los gañotes o los buñuelos de calabaza, vestigio del largo pasado musulmán de la zona.

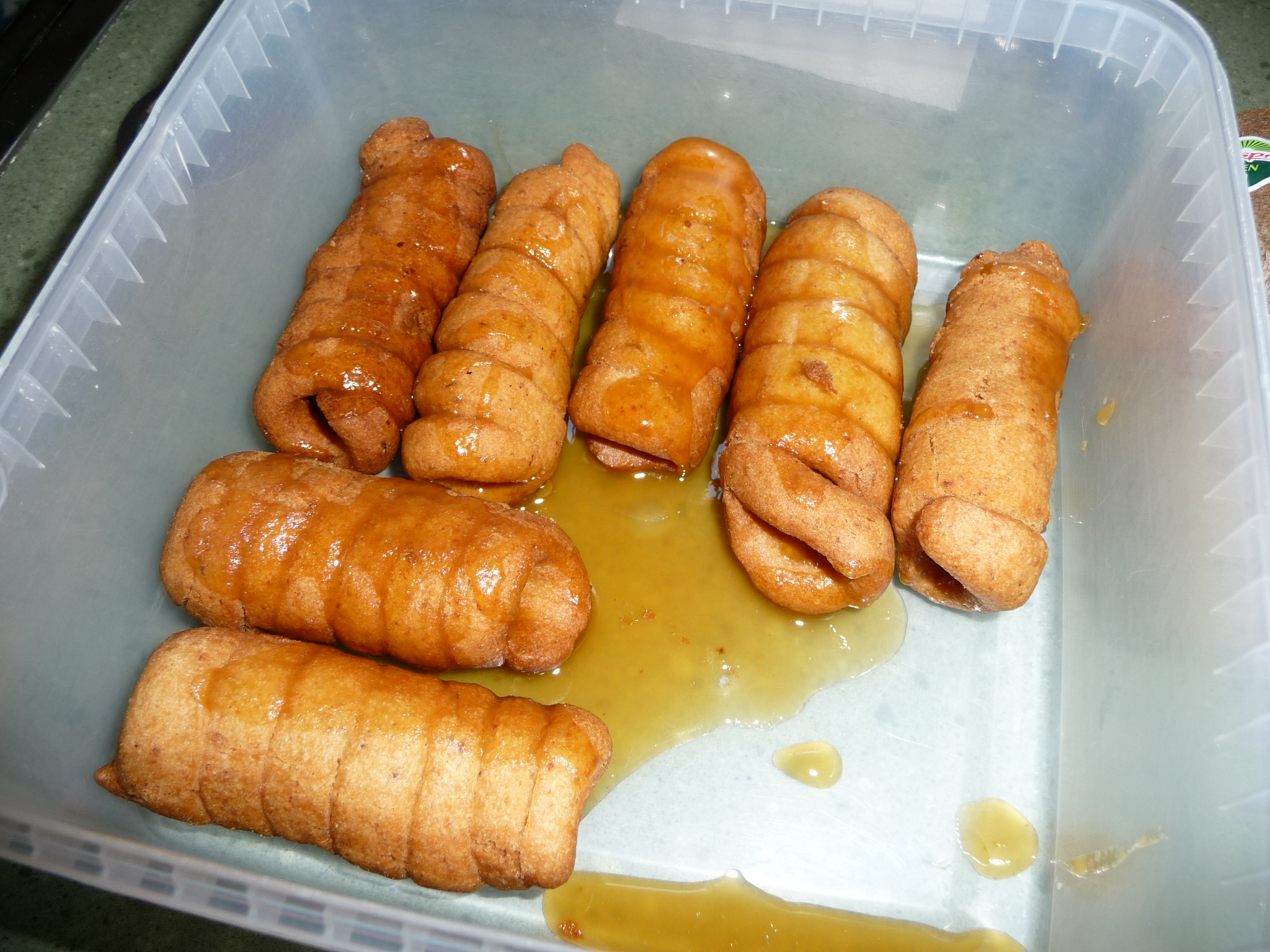
Gañotes

Por su parte, en Bacares destacan los derivados del cerdo, la caza y los animales de corral, gurullos de perdiz, la fritá de conejo, papas a lo pobre con huevos cocido de trigo, las migas del pastor, las migas de harina con tropezones, el arroz meloso, las gachas, el cocido, la olla de trigo con hinojos, los embutidos caseros, las carnes a la brasa, potaje de Semana Santa, para esas fechas.
Y, entre sus dulces, roscos dulces, carne de membrillo, cuerva.

## Deportes

### Senderos

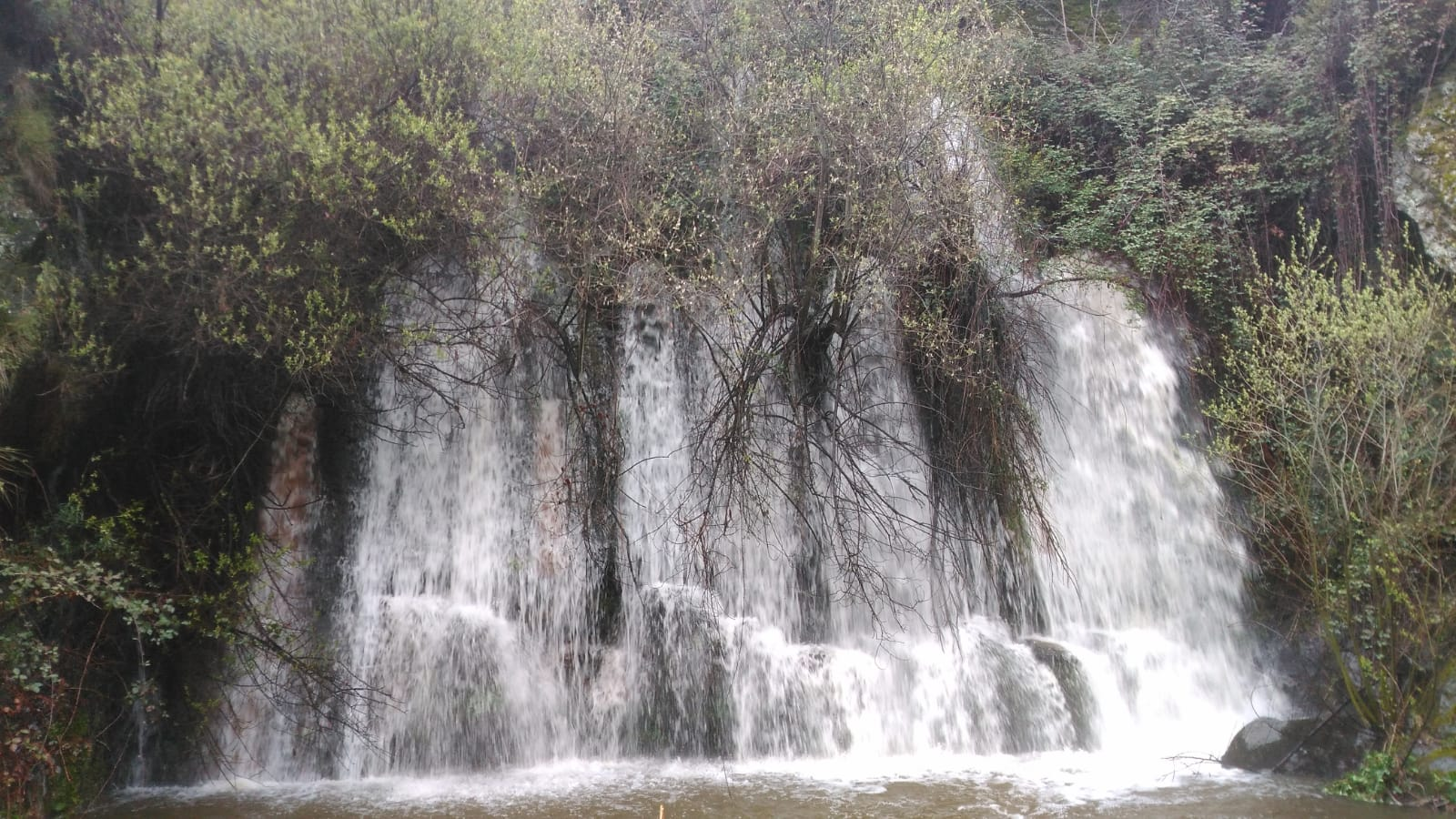

En el municipio se encuentra el sendero PR-A 362, que es de tipo circular y tiene una longitud de 10,2 kilómetros. El PR-A 454 discurre por el curso del río Bacares, con una longitud de 13,3 km.

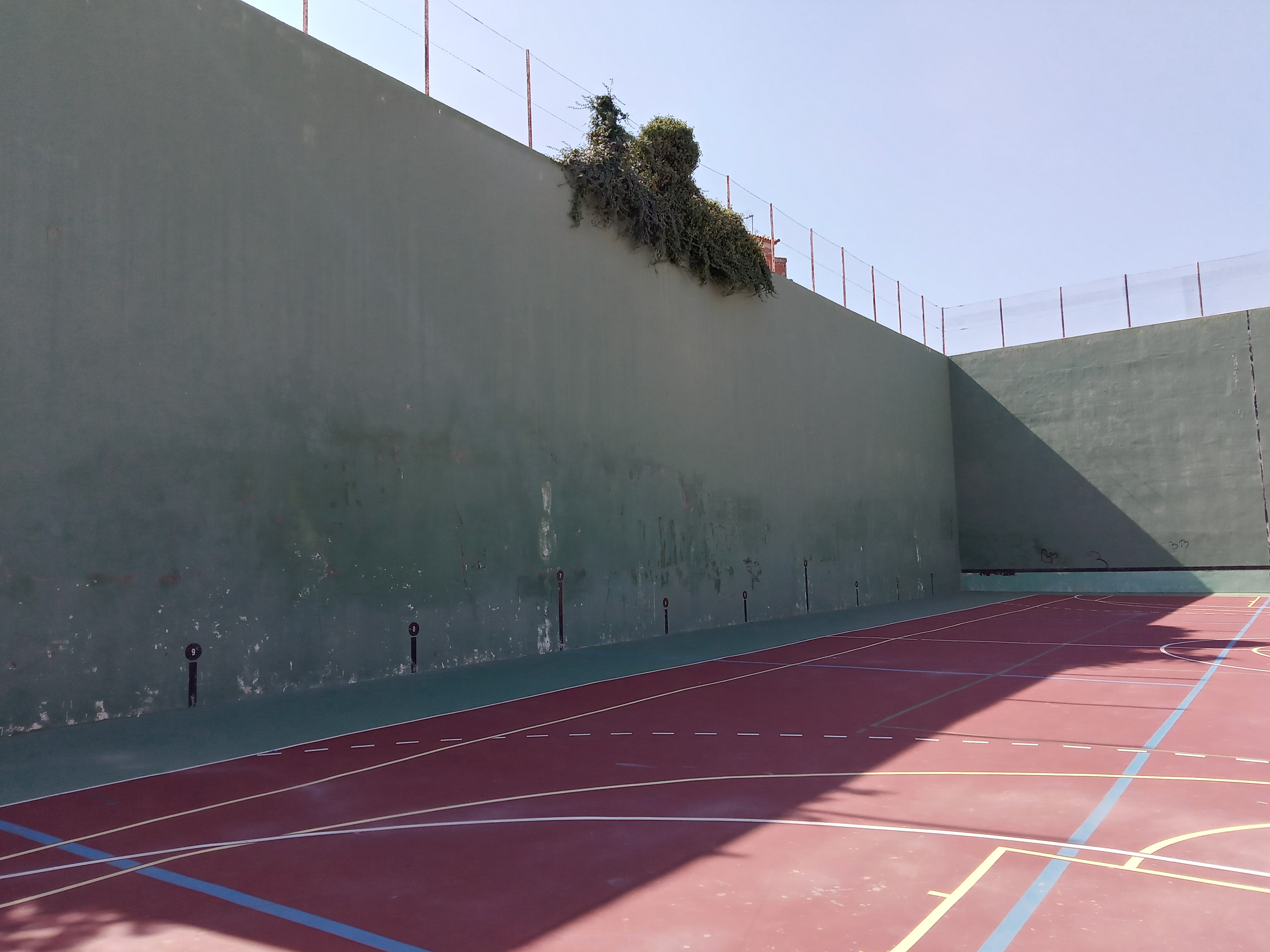
Frontón de Bacares

### Instalaciones deportivas
El municipio está dotado con un polideportivo, que consta de una pista para la práctica de fútbol-sala y baloncesto y de un frontón. Asimismo existe una pista de pádel.

### Entidades deportivas
El Club de Pelota Bacares, fundado en 1986 disputó en 1994 el Campeonato de Clubes para el ascenso a Categoría Nacional en la modalidad de Mano, sin conseguirlo.

### Eventos deportivos
En el año 2013, la Diputación de Almería realiza unas Jornadas de Recuperación del Frontón en diversos pueblos de la Comarca del Almanzora, dedicando una jornada de dos horas en el municipio donde se practicaron las distintas modalidades de pelota.